# Théza
Théza (în catalană Tesà) este o comună în departamentul Pyrénées-Orientales din sudul Franței. În 2009 avea o populație de 1.365 de locuitori.

## Evoluția populației
| An        | 1975 | 1982 | 1990  | 1999  | 2006  | 2009  |
| --------- | ---- | ---- | ----- | ----- | ----- | ----- |
| Populație | 780  | 929  | 1.013 | 1.252 | 1.334 | 1.365 |